# 劉景熙
刘景熙（1858年—1917年），字好愚，一字浩如，江西赣县人。清末官员、诗人。
光緒二十四年（1898年）戊戌科三甲進士。同年五月，以主事分部学习，授官礼部主事，不久外放广西等地任知府，因父母年迈未赴。官至江苏候补道。工诗，有《浓溪诗钞》。《晚晴簃诗汇》收其诗作一首。

## 外部連結
- 进士故里换新颜[永久] 贛縣王母渡鎮人民政府